# Voo British Airways 5390
O Voo British Airways 5390 correspondia a uma rota aérea entre Birmingham e Málaga, em Espanha. Tratava-se de uma rota sazonal de verão; os passageiros eram em sua maioria ingleses que iam passar férias no sul da Espanha. Em 10 de junho de 1990, uma janela do para-brisas do BAC 1-11 se soltou, sugando o capitão Tim Lancaster parcialmente para fora da aeronave. Um membro da tripulação de cabine e um comissário de bordo agarram as pernas do piloto, mas mesmo com dois homens fazendo força, a pressão da altitude era mais forte e não conseguiram trazer o comandante de volta para dentro da aeronave. O co-piloto fez um pouso de emergência no aeroporto de Southampton. O capitão ainda estava vivo, mesmo depois de voar com a cabeça fora da cabine durante 21 minutos, exposto a ventos de 600 km/h e temperaturas abaixo de 50 graus negativos; tendo sido hospitalizado com fraturas nos braços e queimaduras no rosto devido aos ventos fortes e às baixas temperaturas. O acidente foi causado por imprudência do mecânico ao instalar parafusos de tamanho incorreto (0.6 milímetros mais estreitos do que os originais) no para-brisas durante trabalhos de manutenção. Não houve mortos neste incidente.

## Legado
- Na série de TV canadense Mayday! Desastres Aéreos, o piloto Tim Lancaster, um sobrevivente do episódio, contou o que se lembra do momento em que a janela se desprendeu do avião.[1]